# Royal Arsenal
Pour les articles homonymes, voir Arsenal (homonymie).

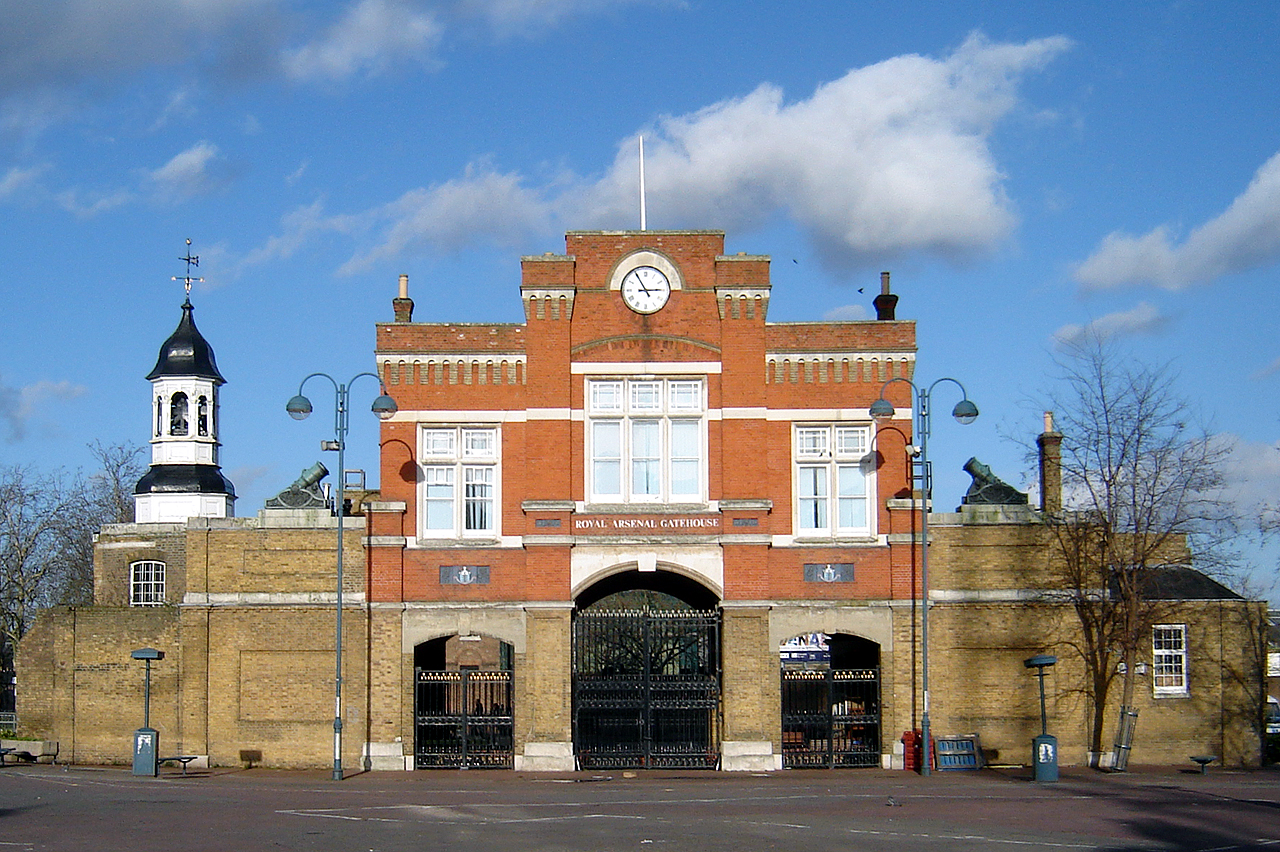
Le Royal Arsenal

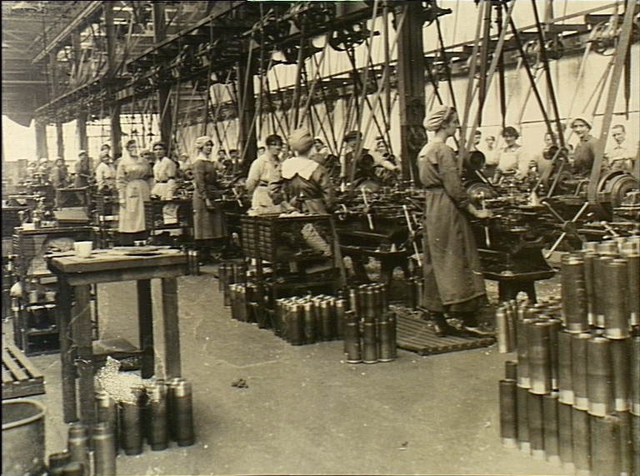
Munitionnettes travaillant à la production d’obus, au Royal Arsenal durant la première guerre mondiale.

Le Royal Arsenal, plus connu sous le nom de Woolwich Arsenal, était une manufacture d'armement et d'explosifs, située sur la berge sud de la Tamise, à Woolwich au sud-est de Londres, et créée en 1671 dans un entrepôt de stockage sur une surface de 125 000 m2. Un laboratoire d'armement y fut ajouté en 1695, et une forge d'armes (la Royal Brass Foundry) fut installée en 1717. La surface s'est étendue jusqu'à 400 000 m2 en 1777.
En 1907, l'Amirauté aménagea une usine de torpilles près du port écossais de Greenock, non loin de l'estuaire de la Clyde. Cette usine (Clyde Torpedo Factory) démarra sa production en 1910. Elle employait 700 ouvriers détachés du Royal Arsenal. On y concevait et testait les torpilles dans le Loch Long. 
Les ouvriers de cette manufacture d'armement ont fondé un club de football, le « Royal Arsenal », qui est l'actuel « Arsenal Football Club ».